# Robert Margulies
Robert Margulies (* 29. September 1908 in Düsseldorf; † 31. Dezember 1974 in Mannheim) war ein deutscher Politiker (FDP/DVP) und Wirtschaftsfunktionär.

## Leben und Beruf
Nach einer kaufmännischen Lehre arbeitete Margulies im Getreidehandel. 1933 machte er sich mit einem eigenen Geschäft selbständig, wurde aber 1937 aus politischen Gründen enteignet. Nach dem Zweiten Weltkrieg war er zunächst Angestellter des Getreidewirtschaftsverbandes, gründete 1946 eine Getreideimportfirma und wurde daneben Geschäftsführer des württembergisch-badischen Importringes. Später wurde er Präsident der Mannheimer Produktenbörse und von 1949 bis 1951 war er Präsident des Gesamtverbandes des deutschen Groß- und Außenhandels. Nachdem er aus diesem Amt ausgeschieden war, wurde Margulies Vizepräsident des Zentralverbandes des westdeutschen Getreide-, Futter- und Düngemittelhandels.

## Politik
In der Weimarer Republik war Margulies von 1929 bis 1933 Mitglied des Bundes Deutscher Jungdemokraten und des Reichsbanners Schwarz-Rot-Gold.          
Nach dem Zweiten Weltkrieg trat Margulies der DVP bei. Er war 1946 Mitglied der Verfassunggebenden Landesversammlung und anschließend bis zu seiner Mandatsniederlegung am 14. September 1949 Abgeordneter im Landtag von Württemberg-Baden.
Dem Deutschen Bundestag gehörte er seit dessen erster Wahl 1949 bis zum 27. August 1964 an. Vom 26. Februar 1953 bis 1961 war er stellvertretender Vorsitzender des Bundestagsausschusses für Außenhandelsfragen, von 1961 bis zum 20. Juni 1962 Vorsitzender des Bundestagsausschusses für Entwicklungshilfe.
Vom 27. Februar 1958 bis zum 21. August 1964 war Robert Margulies auch Mitglied des Europaparlaments. Dort war er seit 1962 Vorsitzender des Ausschusses für die Zusammenarbeit mit den Entwicklungsländern.
Margulies trat als MdB und MdEP zurück, um Mitglied der Kommission von EURATOM zu werden. Auf sein Bundestagsmandat rückte Karl Moersch nach.